# Corentin Tolisso
Corentin Tolisso (* 3. srpna 1994 Tarare) je francouzský profesionální fotbalista, který hraje na pozici středního záložníka za francouzský klub Olympique Lyon. Mezi lety 2017 a 2021 odehrál také 28 utkání v dresu francouzské reprezentace, ve kterých vstřelil 2 branky.

## Klubová kariéra

### Olympique Lyon
Tolisso je odchovancem akademie OL, kam přestoupil ve 13 letech. Debutoval 10. srpna 2013 v zápase s OGC Nice, když se do hry dostal jako náhradník v 92. minutě. Na evropské scéně debutoval 24. října 2013 proti HNK Rijeka. O týden později podepsal kontrakt do roku 2017. První gól vstřelil 9. března 2014 do sítě Bordeaux. Tolisso původně pracoval v obranné řadě s Dabem, ale kvůli zranění Gourcuffa a Fofany se posunul do středu zálohy.
S pokračující absencí Fofany a zraněním spoluhráče Greniera se často dostal do základní sestavy OL. Během sezony 2014/15 odehrál všechny ligové zápasy a vstřelil v nich 7 gólů. Na konci sezony společně s Fekirem a Lopesem podepsali vylepšené kontrakty do roku 2020.
V dobré formě pokračoval i v sezoně 2015/16, ve které vstřelil 5 gólů a na dalších 6 přihrál a pomohl tak Lyonu k druhému místu v lize za PSG.
Na začátku sezony 2016/17 poslal SSC Neapol nabídku na přestup za 37,5 milionu eur, Tolisso se ale rozhodl zůstat v Lyonu. Poprvé v sezoně nastoupil v utkání superpoháru proti PSG. První gól v lize dal 27. srpna Dijonu a 14. září dal první gól na evropské scéně Dinamu Záhřeb. Dne 2. října 2016, kvůli zranění 1. a 2. kapitána (Gonalonse a Lacazetteho), nesl Tolisso kapitánskou pásku v prvním derby se Saint-Étienne na novém stadionu, Parc Olympique Lyonnais.

### Bayern Mnichov
V červnu 2017 přestoupil Tolisso do Bayernu za 41,5 milionu eur. Až do přestupu Lacazetteho se jednalo o nejdražší přestup z Lyonu. Byl to také nejdražší přestup historie Bayernu i Bundesligy (předchozí rekord byl přestup Javiho Martíneze z Athleticu Bilbao za 40 milionů eur).
Debut odehrál 5. srpna v superpoháru proti Borusii Dortmund. První gól vstřelil Leverkusenu 18. srpna a pojistil výhru Bayernu 3:1. V 6. kole základních skupin Ligy mistrů vstřelil 2 góly PSG a pojistil tak 1. místo Bayernu ve skupině.

## Reprezentační kariéra
Ačkoliv narozen ve Francii, Tolisso mohl díky otcovu původu reprezentovat i Togo. Trenér Toga Claude Le Roy odhalil, že by chtěl Tolissa přesvědčit k reprezentování Toga, ale Tolisso prohlásil, že je loajální Francii, protože „Jsem se zde narodil a vyrostl jsem tady.“
Tolisso byl poprvé pozván do reprezentace v březnu 2017 na utkání s Lucemburskem a Španělskem. Do hry se dostal 28. března 2017 proti Španělsku.
Trenérem Deschampsem byl nominován na Mistrovství světa ve fotbale 2018.